# Ramsayella rangitata
Ramsayella rangitata är en spindeldjursart som beskrevs av Zhang 2000. Ramsayella rangitata ingår i släktet Ramsayella och familjen Erythraeidae. Inga underarter finns listade i Catalogue of Life.